# 臺北市文山區萬興國民小學
臺北市文山區萬興國民小學（英語：Taipei Municipal Wanxing Elementary School），簡稱萬興國小，是位於臺灣臺北市文山區秀明路的市立國民小學。小學同時付設幼稚園，簡稱萬興附幼。
萬興國小鄰進國立政治大學，和木柵動物園。

## 歷任校長
1.戴寶蓮
2.謝子房
3.曾文錄
4.黃萬成
5.洪瑾瑜
6.宮文卿
7.郭惠琳
8.蕭建嘉

## 行政組織
- 校長室
- 教務處
- 學務處
- 總務處
- 輔導室
- 人事室
- 會計室
- 幼兒園
- 圖書室
- 家長會

## 校園環境

### 行政大樓/教學大樓
B1F
- 舊美勞教室
- 桌球教室
- 地下室遊樂器材區
- 書法教室
- 代用禮堂

1F
- 一年1至3班
- 二年1班
- 學務處
- 附設幼兒園
- 中央廚房 (由「味帝企業」營運)
- 家長會
- 健康中心

2F
- 二年2至5班
- 三年1至2班
- 教務處
- 校長室
- 總務處
- 人事室/會計室

3F
- 圖書室
- 教師大辦公室
- 三年3至5班
- 四年1至5班

4F
- 舊音樂教室
- 五年1至4班
- 六年1至6班

### 活動中心
B1F
- 停車場 (不和大樓連接，電梯外接設計)

1F
- 游泳池 (由「恆動力」營運)

2F
- 輔導室
- 自然教室1、２
- 美勞教室1
- 電腦教室
- 團輔室
- 資源班教室

3F
- 美勞教室2
- 英語教室1、２、３
- 韻律教室 (假日由「恆動力」營運並對外開放)
- 試聽教室

4F
- 室內籃球場
- 正式禮堂 (假日由「恆動力」營運並對外開放)

## 外部連結
- 萬興國小官網 （页面存档备份，存于）